# Ottaviano Belforti
Ottaviano Belforti, ou Attaviano Belforti, (seconde moitié du XIIIe siècle-† c. juillet 1348) fut seigneur de Volterra de 1340 à 1342, puis de 1343 à sa mort.

## Biographie
Ottaviano Belforti est né à Volterra dans la seconde moitié du XIIIe siècle. Il était le fils de Belforte Belforti, qui appartenait à une famille noble de la ville.
Son frère Ranieri était évêque de Volterra (1301-1320). Pendant son épiscopat, Ottaviano le soutint dans ses luttes contre la Commune et contre le parti hostile aux Belforti, dirigé par Barone Allegretti. Ce soutien ne l’empêcha pas d’exercer des fonctions au sein de la république. Ainsi, il remplit en 1315 avec Pannocchia di Cetto la mission d'ambassadeur de Volterra auprès des Florentins.
À la mort de son frère, Ottaviano aida son fils Benedetto, pléban de Castelfalfi, dans sa tentative d’obtenir du chapitre cathédral de Volterra l’autorisation d’administrer le diocèse pendant la vacance du siège épiscopal. Benedetto Belforti voulait ainsi suivre l’exemple de son oncle Ranieri et, ce faisant, aspirait à lui succéder. Mais il n’obtint que la garde du château de Berignone, résidence des évêques et lieu de conservation des archives épiscopales. En définitive, le chapitre élut comme évêque le pire ennemi des Belforti, Rainuccio Allegretti, fils de Barone et cousin de Benedetto Belforti. Cette élection était irrégulière, car Boniface VIII avait décidé que seul le pape pourrait choisir le titulaire du siège de Volterra. Arguant de cette illégalité et constatant que Jean XXII était réticent à valider ce choix, Benedetto, poussé par Ottaviano, refusa de remettre au nouvel évêque le château de Berignone et les archives qui y étaient conservées. Un conflit éclata entre les deux partis, dont Rainuccio Allegretti sortit vainqueur. Les Belforti durent fuir la cité de Volterra. Ne pouvant résister plus longtemps mais résolus cependant à priver Rainuccio de son château de Berignone, Ottaviano et Benedetto Belforti incitèrent les hommes de cette place à se soumettre non à l’évêque mais à la Commune (22 juillet 1321). Cette manœuvre, qui porta un coup à leur adversaire à moindre frais, permit également aux Belforti d’apparaître aux yeux des citoyens de la république de Volterra comme un allié puisqu’ils avaient favorisé leurs intérêts contre ceux de l’évêque. 
Les années suivantes, Ottaviano vécut en exil dans les châteaux que sa famille possédait dans cette partie de la Toscane. Il séjourna également à Florence. Il exerça en outre, en 1337 et en 1338, la fonction de podestat de Bologne. 
En 1340 il retourna à Volterra et prit la tête d’une puissante faction décidée à le faire seigneur de la cité. Le 8 septembre une guerre civile éclata entre ses partisans et ceux de Rainuccio Allegretti, qui occupait toujours le siège épiscopal. Celui-ci était soutenu par sa famille et par de grandes familles du Popolo qui entendaient préserver le régime de gouvernement adopté en 1253. Le clan des Belforti, appuyé par des mercenaires et par des citoyens qui lui étaient favorables, l’emporta et l’évêque dut fuir la cité et se replier avec ses partisans dans son château recouvré de Berignone. Ottaviano l’assiégea, et selon certaines sources, aurait fait assassiner deux frères de Rainuccio devant celui-ci au motif de trahison pour obtenir la reddition de cette place. Si ce fait n’est pas établi avec certitude le château de Berignone fut en tout cas pris et l’évêque et ses partisans furent exilés. Ce dernier alla s’installer dans un premier temps à San Galgano, puis à Montalcino. La faction des Belforti profita de ce départ pour s’emparer de tous les autres châteaux épiscopaux du contado de Volterra (Ripomarancie, Leccia, Montecerboli, Sasso, Sarzano). Par la suite, Ottaviano Belforti exerça jusqu’en 1342 un pouvoir personnel sur la cité de Volterra, avec le titre de capitaine général (Capitano Generale di Volterra),. Pendant ces deux années, il détruisit les maisons de ses adversaires pour contrer toute velléité de retour. 
À la suite de ces événements, la cité fut frappée d’interdit et Ottaviano, ainsi que de nombreux membres de sa famille, furent excommuniés. Ceux qui avaient suivi leur parti subirent également l’excommunication. Les mois suivants, tous en appelèrent au pape Benoît XII, puis à son successeur Clément VI pour faire lever ces sanctions. Ces pontifes mandatèrent l’évêque de Sienne Donodeo Malavolti pour instruire cette requête. Celui-ci subdélégua lui-même cette instruction à Filippo, abbé de Poggibonsi. L’interdit et les excommunications furent levés le 9 février 1343, car Ottaviano avait renoncé au pouvoir, rendu le château de Berignone à l’évêque et autorisé les exilés à rentrer à Volterra.
Sa renonciation au pouvoir n’avait pas tant été provoquée par la peur des condamnations religieuses que par le fait que les habitants de Volterra avaient solennellement reconnu le 25 décembre 1342 le duc d’Athènes, Gautier de Brienne, comme leur seigneur. Ils avaient imité en cela les Florentins qui avaient eux-mêmes donné la seigneurie de leur cité à Gautier en juin 1342. Cependant, après que ce dernier ait fui Florence le 26 juillet 1343, puis renoncé à tous ses droits sur les cités de Toscane qui s’étaient données à lui le 3 août suivant, Ottaviano Belforti recouvra, avec l’aide de Geri di Francesco de’ Pazzi, vicaire de Gautier à Volterra, son pouvoir sur la cité.
Si la forme républicaine des institutions subsista, Ottaviano obtint qu’elles soient transformées de telle manière qu’il puisse contrôler le gouvernement.
Ainsi, la magistrature suprême des XII Défenseurs fut réduite à six membres, les VI Gouverneurs et Défenseurs (Governatori e Defensori) de Volterra. Cette diminution devait permettre à Ottaviano d’exercer un plus grand contrôle sur l’exécutif du gouvernement, d’autant plus qu’un siège au sein de cette magistrature était désormais dévolu de droit à un représentant de la famille Belforti. 
On conféra par ailleurs à Ottaviano Belforti une certaine surveillance sur les nominations des autres Governatori, et, plus largement de tous ceux qui devaient occuper des postes à responsabilité au sein de la Commune. En effet, on décida que la cassette qui renfermait la bourse contenant la liste des noms des citoyens habilités à exercer des fonctions officielles dans la république serait fermée par trois clés dont une serait à la garde d’Ottaviano, une autre étant détenue par le Gardien des Frères de San Francesco et la dernière par le Prieur de San Agostino. De plus cette cassette serait confiée à la garde de la mère abbesse du monastère de Santa Chiara, qui avait interdiction de la remettre à quiconque, sauf autorisation du Consiglio del Pieno Dominio et d’Ottaviano Belforti lui-même. 
On réserva encore à Ottaviano le pouvoir, partagé avec les Prieurs (Priori), de rendre leurs droits et libertés aux citoyens qui avaient été emprisonnés ou exilés, ce qui était auparavant de la seule compétence du Consiglio del Pieno Dominio.
Cette mainmise d’Ottaviano Belforti sur les institutions de la république lui permit d’exercer une véritable seigneurie de fait sur la cité. Celle-ci fut confortée par la concession qui lui fut faite de la pleine souveraineté sur le château de Caselli, qui appartenait auparavant à la Commune. Elle fut encore renforcée par la nomination de membres de sa famille à des postes clés dans l’organisation de la défense de la ville et du contado. On confia ainsi aux Belforti les places fortes de la Porta a Selci, à Volterra même, et de Monteveltraio.
Ottaviano appuya son pouvoir non seulement sur sa parentèle, mais aussi sur une clientèle de familles guelfes alliées à la sienne, ainsi que sur le clergé local resté fidèle au parti guelfe, sur lequel l’évêque Rainuccio Allegretti, exilé à Montalcino, n’avait plus aucun pouvoir.
Dans ces conditions, il fut facile à Ottaviano d'obtenir en 1348, à la mort de Rainuccio, le siège épiscopal pour son fils Filippo. Il eut également la satisfaction de voir confirmer par les habitants la seigneurie laïque de Volterra pour deux autres de ses fils, Bocchino et Roberto.
Il mourut peu de temps après, vers juillet 1348.